# 3269 Vibert-Douglas
3269 Vibert-Douglas là một tiểu hành tinh vành đai chính với chu kỳ quỹ đạo là 1697.6700516 ngày (4.65 năm).
Tiểu hành tinh được đặt theo tên của Alice Vibert Douglas, một nhà thiên văn học người Canada.